# Эндеманн, Фридрих
Фридрих Эндеманн (1857—1936) — немецкий ученый-юрист.

## Биография
Родился в Фульде 24 мая 1857 года в семье старшего судебного заседателя Вильгельма Эндеманна.
Посещал гимназию в Бонне (Beethoven-Gymnasium Bonn  (нем.)). Затем изучал право в университетах Йены, Бонна и Берлина. В течение года добровольцем служил в полевой артиллерии. В 1880 году сдал экзамен на стажировку в Кёльне и в 1882 году получил докторскую степень в Боннском университете.
Был судебным заседателем в Берлине и в 1887 году получил хабилитацию в Боннской университете, защитив диссертацию под руководством Эрнста Экка после того, как две другие работы ранее были отклонены. С 1888 года был экстраординарным профессором Кёнигсбергского университета. Здесь им был создан трёхтомный учебник гражданского права. В 1895 году был назначен профессором римского права в Галльском университете.
В 1904 году после смерти О. Карлова занял его кафедру в Гейдельбергском университете. В 1909 году он стал почётным членом Гейдельбергской академии наук. В 1917 году медицинский факультет Гейдельбергского университета присвоил ему звание почётного доктора медицины за научную работу в области медицинского права.  В 1917/1918 учебном году был проректором Гейдельбергского университета.
Вышел на пенсию в 1924 году, но продолжал преподавать в университете. 

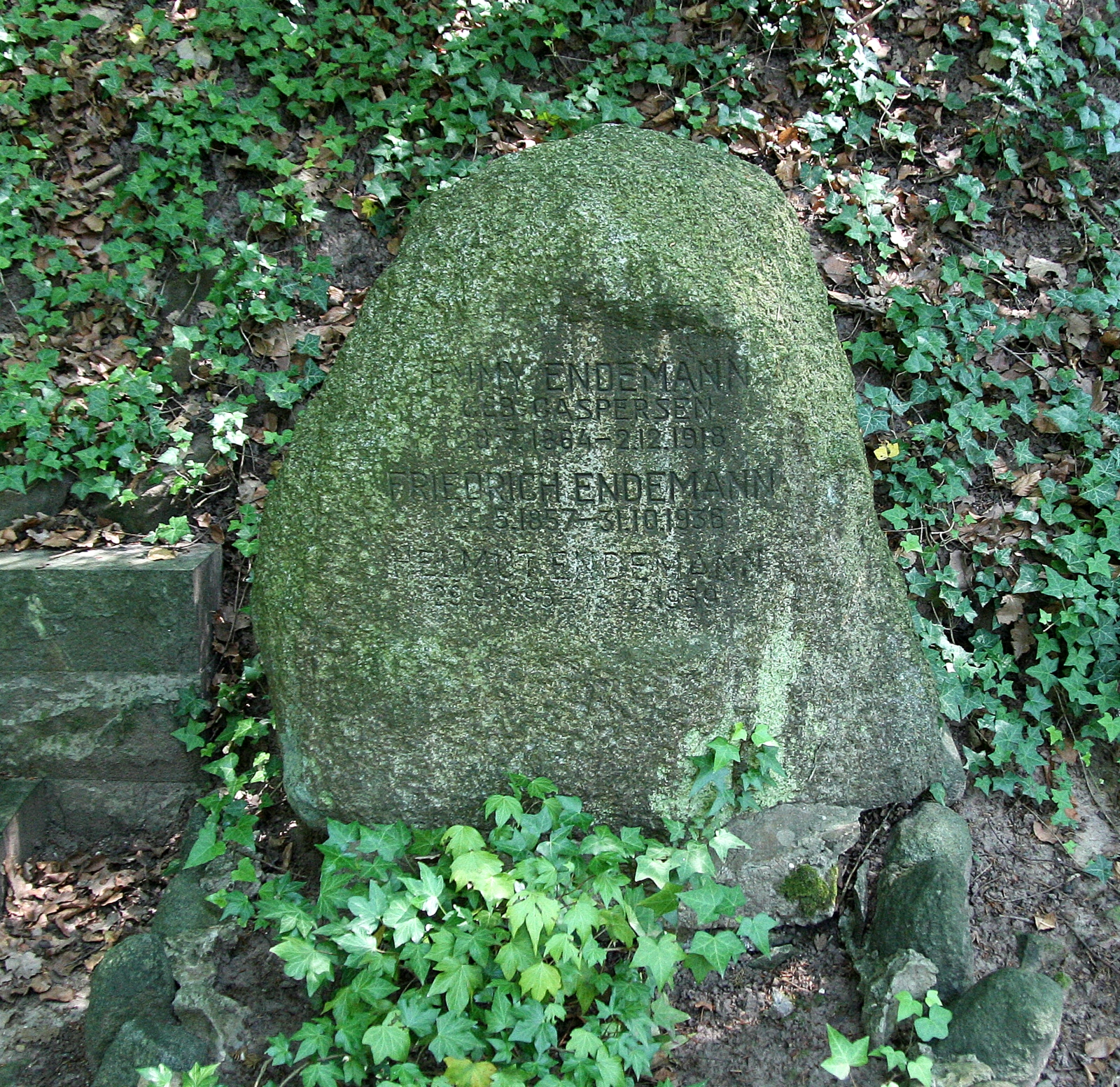
Могила Ф. Эндеманна

Им были изданы: «Beiträge zur Geschichte der Lotterie und zum heutigen Lotterie-Rechte» (Бонн, 1881); «Die Lehre von der emptio rei separatæ und emptio spei» (Вена, 1885); «Die Rechtswirkungen der Ablehnung einer Operation seitens des körperlich verletzten» (Берлин, 1893); «Einführung in das Studium des B. G. B. Lehrbuch des bürgerlichen Rechtes» (Берлин, 1894; 8-е изд. — 1900).
Фридрих Эндеманн известен также тем, что подписал Заявление 300 немецких преподавателей в поддержку Адольфа Гитлера в марте 1933 года; членом НСДАП не был.
Умер 31 октября 1936 года в Гейдельберге, где и был похоронен, в Bergfriedhof.